# Self-certifying File System
Self-certifying File System (SFS) is een netwerkbestandssysteem dat toegang biedt tot bestanden van meerdere hostcomputers (servers) die worden gedeeld via een computernetwerk. Hierdoor wordt het mogelijk voor meerdere gebruikers op meerdere computers om bestanden en opslagcapaciteit te delen.
SFS voorziet in een sterke beveiliging met bijna geen prestatieverlies of administratieve last, waardoor het voornamelijk gebruikt wordt over onbetrouwbare netwerken (meestal publiek toegankelijke netwerken, bijvoorbeeld wifi-netwerken). SFS is beschikbaar voor Unix-achtige besturingssystemen en is gebaseerd op het Network File System (NFS) van Sun Microsystems. Het werd ontwikkeld in 2000 door David Mazières als doctoraal proefschrift.